# غرانفيل سيويل
غرانفيل سيويل (بالإنجليزية: Granville Sewell)‏ هو رياضياتي أمريكي، ولد في 29 ديسمبر 1948.